# Dialeurolonga malleshwaramensis
Dialeurolonga malleshwaramensis là một loài côn trùng cánh nửa trong họ Aleyrodidae, phân họ Aleyrodinae.
Dialeurolonga malleshwaramensis được Sundararaj miêu tả khoa học đầu tiên năm 2001.